# Bengt Frännfors
Bengt Göran Frännfors (ur. 26 lutego 1936 w Vittangi) – szwedzki zapaśnik walczący w obu stylach. Olimpijczyk z Rzymu 1960, gdzie zajął ósme miejsce w kategorii 52 kg, w stylu klasycznym i trzynaste do 52 kg, w stylu wolnym.
Mistrz Szwecji w 1962 w stylu klasycznym i 1961 i 1962 w stylu wolnym.

## Letnie Igrzyska Olimpijskie 1960
| Konkurencja          | Rundy eliminacyjne     | Rundy eliminacyjne      | Rundy eliminacyjne     | Rundy eliminacyjne    | Klas. końcowa |
| Konkurencja          | Przeciwnik I           | Przeciwnik II           | Przeciwnik III         | Przeciwnik IV         | Miejsce       |
| -------------------- | ---------------------- | ----------------------- | ---------------------- | --------------------- | ------------- |
| 52 kg styl klasyczny | Borivoje Vukov (YUG) R | Werner Hartmann (AUT) Z | Takashi Hirata (JPN) P | Ignazio Fabra (ITA) R | 8.            |

| Konkurencja       | Rundy eliminacyjne  | Rundy eliminacyjne  | Klas. końcowa |
| Konkurencja       | Przeciwnik I        | Przeciwnik II       | Miejsce       |
| ----------------- | ------------------- | ------------------- | ------------- |
| 52 kg styl wolnym | Gray Simons (USA) P | Ali Alijew (ZSRR) P | 13.           |